# Soldadura con rayo de electrones

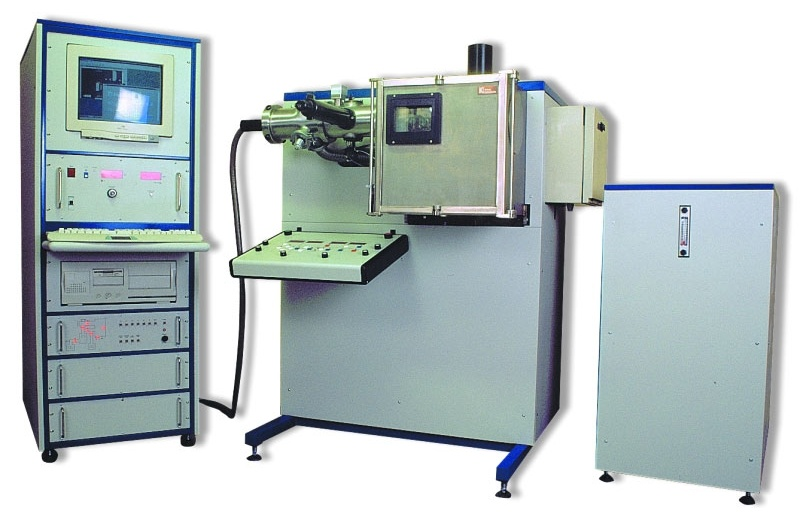
Soldador con rayo de electrones

La soldadura por rayos de electrones es un proceso de soldadura en el cual la energía requerida para derretir el material es suministrada por un rayo de electrones.
Para evitar la dispersión del rayo de electrones la pieza de trabajo es generalmente ubicada en una cámara de vacío, aunque se ha intentado también realizar soldadura por rayo de electrones bajo presión atmosférica. La región afectada por el calor es muy pequeña. En este tipo de soldadura no hay material de aporte.
El haz de electrones se obtiene de un cátodo, que suele ser de wolframio, y se enfoca mediante un campo magnético producido por bobinas.
La soldadura por rayos de electrones es una rama asentada de la tecnología de rayo de electrones.